# 지방도 제628호선
지방도 제628호선은 충청남도 아산시 인주면 인주공단 교차로와 음봉면 산동리 천안시 경계를 잇는 충청남도의 지방도이다.
시점인 인주공단 교차로에서 지방도 제623호선과 직결되면서 시작한다.

## 연혁
- 2003년 2월 20일 : 지방도 노선 폐지 및 재지정으로 총연장이 22.5km에서 23.2km로 변경[1]
- 2008년 10월 21일 : 아산시 영인면 신현리 ~ 아산리 1.743km 구간과 아산시 인주면 밀두리 280m 구간 개통, 기존 아산시 영인면 신현리 ~ 아산리 총 1.616km 구간 폐지[2]
- 2011년 10월 31일 : 아산시 음봉면 산동리 ~ 삼거리 7.83km 구간 개통[3]
- 2012년 7월 1일 : 지방도 노선 조정[4]

## 주요 경유지
- 아산시
  - 인주면 인주공단 교차로 - 인주면 행정복지센터 - 인주농협삼거리 - 밀두교 - 관암리 - 냉정저수지 - 냉정리
  - 영인면 신현 교차로 - 영인1교 - 영인2교 - 영인3교 - 아산토정 교차로 - 영인면 행정복지센터 - 아산온천 교차로 - 아산리삼거리 - 영인중학교
  - 음봉면 아산온천 - 음봉삼거리 - 음봉사거리 - 음봉 교차로 - 매바위 교차로 - 삼거 교차로 - 강정 교차로 - 물너목 교차로 - 송촌 교차로 - 동암2 교차로 - 동암1교 - 동암2교 - 동암1 교차로 - 음봉중학교(음봉중 교차로) - 덕지2 교차로 - 덕지2교 - 덕지1 교차로 - 덕지교 - 산동사거리 - 시 경계

## 도로명
- 아산시 인주면 인주공단 교차로 ~ 인주농협삼거리 : 아산만로
- 아산시 인주면 인주농협삼거리 ~ 영인면 아산토정 교차로 : 영인산로
- 아산시 영인면 아산토정 교차로 ~ 아산온천 교차로 : 영인로
- 아산시 영인면 아산온천 교차로 ~ 음봉면 음봉 교차로 : 아산온천로
- 아산시 음봉면 음봉 교차로 ~ 산동리 시 경계 : 음봉로